# 22998 Волтімаєр
22998 Волтімаєр (22998 Waltimyer) — астероїд головного поясу, відкритий 4 листопада 1999 року.
Тіссеранів параметр щодо Юпітера — 3,185.